# Astrid von Rüdgisch
Astrid von Rüdgisch (* 29. Oktober 1940 in Brüssel; † 2016 in Köln) war eine belgisch-deutsche Malerin.

## Leben
Astrid von Rüdgisch war ab 1949 in Köln ansässig. Sie begann ihre Ausbildung 1954 bei dem Kölner Maler Emil Flecken. Von 1958 bis 1963 studierte sie an der Städtischen Werkkunstschule Köln, vor allem bei Heinrich Hußmann (Grafik) und Otto Gerster (Malerei). Nach Absolvieren der Staatlichen Abschlussprüfung war sie 1965 Meisterschülerin bei Emil Flecken.
Astrid von Rüdgisch wurde auf dem Melaten-Friedhof beigesetzt.

## Ausstellungen

### Einzelausstellungen
(Quelle: )
- 1972: Brüssel, Galerie d’art-Regard 17
- 1972/1973: Köln, Haus der Evangelischen Kirche
- 1973/1974: Paris, Galerie Katia Granoff
- 1975: Köln, Galerie K am Rudolfplatz
- 1976: Köln, artothek Köln

### Ausstellungsbeteiligungen  in Deutschland
- 1962, 1965, 1966, 1967, 1968: Köln, Kunstverein, Jahresausstellung Kölner Künstler
- 1967, 1968, 1979: Düsseldorf, Winterausstellung der bildenden Künstler von Nordrhein-Westfalen
- 1968: München, Berufsverband Bildender Künstler
- 1968: Berlin, Schloß Charlottenburg, Orangerie
- 1968: Bad Godesberg, Contemporary Women Artists
- 1972: Heidelberg, Gartensaal des Kurpfälzischen Museums
- 1973: Köln, Artothek der Stadt Köln
- 1974, 1975: Köln, Französisches Kulturinstitut
- 1975: Meersburg, Internationale Kunstausstellung im Jahr der Frau
- 1967, 1968, 1969, 1970, 1971, 1972, 1973, 1974, 1975: Köln, Jahres-Verkaufs-Ausstellung der GEDOK

### Ausstellungsbeteiligungen im Ausland
- 1966: Spa, Grand Prix International de Peinture
- 1971: Paris, Musée National des Gobelins
- 1972: Rom, Palazzo delle Esposizioni
- 1972: Wien, Grafische Ausstellung
- 1973: Athen, Palais Zappion
- 1974: Madrid, Nationalbibliothek